# Cäcilia Fischer
Cäcilia Fischer OSB (* 10. November 1914 in Wien als Hertha Fischer; † 30. April 2001 in Graz) war eine österreichische Benediktinerin, Äbtissin von St. Gabriel in Bertholdstein und interimistische Leiterin der Abtei Säben. Neben der direkten Hausleitung übernahm sie auch in der Kongregation Aufgaben als erste Moderatorin der Union der Frauenenklöster der Beuroner Kongregation sowie als erste Vorsitzende der Vereinigung Benediktinischer Frauenklöster im deutschen Sprachgebiet.

## Leben
Hertha Fischer war Tochter eines Wiener Beamten. Sie maturierte 1933, studierte Altphilologie (Latein und Griechisch) an der Universität Wien und promovierte am 5. Juli 1938 zum Doktor der Philosophie. Am 29. Juli 1938 trat sie unter der Äbtissin Benedikta zu Schwarzenberg in die Abtei St. Gabriel in Bertholdstein ein, wo sie den Ordensnamen Cäcilia annahm und noch vor der Vertreibung der Nonnen durch die Nationalsozialisten am 10. Februar 1940 die zeitliche Profess ablegte. Die feierliche Profess und Jungfrauenweihe durch den Seckauer Abt Benedikt Reetz erfolgte während des Exils der Abtei am 10. Februar 1943 im Haus der Schwestern vom Guten Hirten in Wiener Neudorf, wo sie mit anderen Mitschwestern untergekommen und im Lazarett tätig war.
Nach der Rückkehr der Nonnen nach Bertholdstein baute sie eine biologische Hühnerzucht auf und war Gehilfin der Novizenmeisterin.
Ab 1960 war sie Magistra der Laienschwestern, wurde nach dem plötzlichen Tod von Äbtissin Augustina Glatzel am 12. September 1963 im zweiten Wahlgang zu deren Nachfolgerin gewählt und am 15. Dezember 1963 von Bischof Josef Schoiswohl benediziert. In ihre Amtszeit fielen die tiefgreifenden Veränderungen des monastischen Lebens nach dem Zweiten Vatikanischen Konzil. Dazu gehörte die von ihrer Vorgängerin bereits eingeleitete, schwierige Vereinigung der beiden bis dahin streng getrennten Gruppen von Chorfrauen und Laienschwestern. Bei der Ämterbesetzung 1963 betraute Äbtissin Cäcilia erstmals auch eine Laienschwester mit einem Amt. Die Zusammenführung der beiden in Herkunft, Ausbildung und Selbstverständnis diversen Gruppen des Konventes sollte die ersten Jahre von Fischers Amtszeit bestimmen und für erhebliche Spannungen sorgen. Laienschwestern und Chorfrauen wurden nicht nur rechtlich gleichgestellt. Die Teilnahme aller am nunmehr deutschsprachigen Chorgebet wurde eingeführt. Die Bezeichnung „Schwester“ (bis dahin waren Chorfrauen im Unterschied zu Laienschwestern als „Frau“ bzw. „domna“ angesprochen worden) galt nunmehr für alle Ordensfrauen der Gemeinschaft. Auch die Äbtissin wurde nicht mehr als „Hochwürdige Frau“, sondern schlicht als „Mutter“ angesprochen. Das Oratorium des Klosters wurde nach den liturgischen Vorgaben des II. Vatikanums neu gestaltet, mit Glasfenstern der Bertholdsteiner Schwester Basilea Gürth ausgestattet und am 23. April 1965, dem Weihetag der ersten Abteikirche in Prag, von Bischof Josef Schoiswohl in den Rang einer Kirche erhoben.
Eine Erleichterung für den Konvent brachten die Lockerungen der Klausurbestimmungen, da nunmehr auch längere Aufenthalte außer Haus möglich waren. Dies war schon ein Anliegen von Fischers Vorgängerin gewesen. Die flexiblere Handhabung der Klausur trug zur Entspannung der innerklösterlichen Konflikte im Rahmen der zahlreichen Veränderungen bei.
St. Gabriel konnte auf kein Vermögen zurückgreifen und war damit gezwungen, durch vielfältige Tätigkeiten den Lebensunterhalt der Kommunität zu bestreiten. Einnahmen lukrierte die Abtei aus der Hostienbäckerei, dem Kunstatelier und insbesondere auch aus der künstlerischen Tätigkeit von Schwester Basilia Gürth, deren Glasfenster in ganz Österreich und darüber hinaus berühmt wurden.
Von Bischof Weber ermutigt, eröffnete Äbtissin Fischer einen erfolgreichen Gästebetrieb. Seit 1968 fanden in der Abtei zahlreiche Einkehrtage statt.
Innerhalb der Beuroner Kongregation genoss Äbtissin Cäcilia hohes Ansehen. So leitete sie von 1965 bis zur Wahl von Sr. Marcellina Pustet aus der Abtei Herstelle zur Äbtissin 1970 interimistisch die Abtei Säben in Südtirol. Sie wurde die erste Moderatrix der Vereinigung der Beuroner Nonnenklöster, schließlich Vertreterin der Benediktinerinnen des deutschsprachigen Raums und nahm in dieser Funktion am Äbtekongress 1973 in Rom teil. Sie vertrat ebenso 1980 die österreichischen Benediktinerinnen an den Feiern zum 1500. Geburtstag des hl. Benedikt von Nursia in Rom.
Mit Erreichen des 70. Lebensjahres 1984 reichte sie den erneuerten Satzungen der Beuroner Kongregation gemäß ihren Rücktritt ein, der weder vom Konvent noch von Abtpräses Laurentius Hoheisel angenommen wurde. 1988 feierte sie ihr Silbernes Äbtissinnenjubiläum und 1989 das 100-Jahr-Jubiläum der Abtei. Im November dieses Jubiläumsjahres legte sie nach 26 Jahren Dienst ihr Amt nieder und zog sich zunächst in das Zisterzienserinnenkloster Marienkron im Burgenland zurück. Ihre Nachfolgerin wurde Äbtissin Basilia Gürth. Am 10. Februar 1990 feierte sie in der Abteikirche St. Gabriel in Bertholdstein ihre goldene Profess und reiste wenige Wochen darauf nach Prag, wo ihr zu Ehren ein Hochamt in der ehemaligen Klosterkirche St. Gabriel gefeiert wurde. Dort empfing sie auch der Prager Erzbischof František Kardinal Tomášek.
Cäcilia Fischer war nach der Gründungsäbtissin Adelgundis Berlinghoff die am längsten regierende und vermutlich prägendste Äbtissin der Gemeinschaft. Sie starb unerwartet am 30. April 2001 im Krankenhaus der Elisabethinen in Graz und wurde in Beisein von Abtpräses Anno Schoenen in Bertholdstein begraben.

## Bibliographie
- Krauss, Maria: Mutter Caecilia Hertha Maria Fischer OSB, in: Jan Mikrut (Hg.): Faszinierende Gestalten der Kirche Österreichs; Bd. 6. Wien: Dom-Verlag, 2002. ISBN 3853511732 S. 79–116 · Bibliographie der deutschsprachigen Benediktiner 1880–1980. St. Ottilien: EOS, 1985–1987. (Studien und Mitteilungen zur Geschichte des Benediktiner-Ordens und seiner Zweige; 29. Ergänzungsband, I–II).